# NCIS: Hawaiʻi (3.ª temporada)
A terceira e última temporada de NCIS: Hawaiʻi, uma série de televisão dramática processual da polícia americana, foi exibida na CBS a partir de 12 de fevereiro de 2024 nos EUA, num total de 10 episódios. Em 26 de abril de 2024, a CBS anunciou o cancelamento da série após três temporadas, apontando como justificativas os custos financeiros, os índices de audiência e a grade de programação da emissora para o período 2024-2025. O episódio final foi exibido em 6 de maio de 2024. 
A série segue uma equipe fictícia de agentes do Serviço de Investigação Criminal da Marinha que trabalham no Escritório de Campo de Pearl Harbor, liderado pela Agente Especial Jane Tennant. A equipe investiga crimes que têm relação com a Segurança Militar e Nacional.

## Elenco

### Principal
- Vanessa Lachey como Jane Tennant: A primeira agente especial feminina encarregada do NCIS: Havaí.

- Alex Tarrant como Kai Holman: Um novo agente do NCIS na equipe que recentemente voltou para casa para cuidar de seu pai.

- Noah Mills como Jesse Boone: confidente e segundo em comando de Tennant, Boone é um ex-detetive de homicídios em Washington, DC, que conhece bem as trilhas das ilhas.

- Yasmine Al-Bustami como Lucy Tara: A agente de campo júnior do NCIS: Hawai'i, e interesse amoroso de Whistler de quem se tornou namorada.

- Jason Antoon como Ernie Malik: especialista em inteligência cibernética do NCIS no Havaí.

- Tori Anderson como Kate Whistler: uma agente especial da Agência de Inteligência de Defesa, e o interesse amoroso de Tara de quem se tornou namorada.

### Recorrente
- Kian Talan como Alex Tennant: o filho mais velho de Jane.

- Seana Kofoed como Comandante Dra. Carla Chase, médica da Marinha lotada na base Pearl Harbor-Hickam.

- Julie White como Megan Shaw, ex-Agente da CIA e antiga mentora de Jane.

- Henry Ian Cusick como John Swift, Agente Supervisor Encarregado do NCIS.

### Convidado especial
- LL Cool J como Agente do NCIS Sam Hanna.

## Episódios
| Seq. | Episódios | Título                 | Direção         | Escrito por                                 | Data de exibição        | Audiência EUA (em milhões) |
| --- | --------- | ---------------------- | --------------- | ------------------------------------------- | ----------------------- | -------------------------- |
| 45 | 1         | "Run and Gun"          | Tim Andrew      | Jan Nash & Christopher Silber               | 12 de fevereiro de 2024 | 5.56                       |
| Jane retorna ao trabalho após passar por avaliação médica e psicológica. A equipe investiga a morte de um homem e descobre uma brecha para acesso à base de dados do US Marshalls, o que significa que a lista de testemunhas do Programa de Proteção pode haver sido exposta e vendida na dark web. Enquanto isso, Sam Hanna do OSP de Los Angeles ajuda Jane a lidar com os acontecimentos recentes em sua vida e com o assassinato de seu amigo Charlie 1. |           |                        |                 |                                             |                         |                            |
| 46 | 2         | "Crash and Burn"       | Tim Andrew      | Jan Nash & Christopher Silber               | 19 de fevereiro de 2024 | 5.22                       |
| Após a queda de um avião de transporte de prisioneiros, a equipe NCIS precisa capturar os fugitivos que escaparam para a ilha. Durante as apreensões, Sam e Jane são enviados pelo Agente Swift para localizar um prisioneiro russo de alto risco conhecido como O Químico, criador de armas biológicas. |           |                        |                 |                                             |                         |                            |
| 47 | 3         | "License to Thrill"    | Christine Moore | Ron McGee & Amy Rutberg                     | 26 de fevereiro de 2024 | 5.40                       |
| Quando um assalto ao Fundo de Crédito da Marinha acontece em plena luz do dia, a equipe procura por um grupo de assaltantes audaciosos. Jane cresce suas suspeitas sobre os motivos de Sam estar no Havaí. |           |                        |                 |                                             |                         |                            |
| 48 | 4         | "Dead on Arrival"      | Larry Teng      | Yalun Tu & Noah Evslin                      | 4 de março de 2024      | 5.40                       |
| A equipe investiga quando um piloto da Marinha é encontrado assassinado em um resort militar local, com Lucy e Kate disfarçadas para encontrar o mentor da empresa criminosa que está literalmente operando à vista de todos. Enquanto isso, a permanência contínua de Sam no Havaí começa a irritar Jesse, que começa a se sentir deixado de lado. |           |                        |                 |                                             |                         |                            |
| 49 | 5         | "Serve and Protect"    | Yangzom Brauen  | Fallon O'Dowd & Matt Bosack                 | 25 de março de 2024     | 4.82                       |
| A equipe é designada para proteger a filha de um oligarca russo com informações mortais e que pretende desertar. Enquanto isso, Sam pede a Tennant assistência para interrogar o Químico sobre o paradeiro das armas biológicas restantes. |           |                        |                 |                                             |                         |                            |
| 50 | 6         | "Operation Red Rabbit" | LeVar Burton    | Amy Rutberg & Mike Diaz                     | 1 de abril de 2022      | 4.98                       |
| Quando a noiva de um oficial da Marinha desaparecido procura a ajuda do NCIS, seus segredos são expostos e são muito mais profundos do que ela suspeitava. Enquanto isso, Sam recruta Kai para ser seu parceiro de exercícios. |           |                        |                 |                                             |                         |                            |
| 51 | 7         | "The Next Thousand"    | Daniela Ruah    | Matt Bosack & Jan Nash & Christopher Silber | 15 de abril de 2024     | 5.40                       |
| Quando um fuzileiro é assassinado na floresta da Grande Ilha durante um treinamento, a equipe busca o suspeito na floresta e descobre um segredo perturbador. Jane sofre uma concussão durante a busca e encontra uma figura misteriosa em uma cabana isolada. |           |                        |                 |                                             |                         |                            |
| 52 | 8         | "Into Thin Air"        | Sherman Shelton | Ron McGee & Megan Bacharach                 | 22 de abril de 2024     | 5.12                       |
| Quando a esposa de um fuzileiro naval é sequestrada por resgate, a equipe descobre segredos obscuros enquanto rastreia seus sequestradores (que desencadeiam a fobia de palhaço em Sam usando máscaras de palhaço). Enquanto isso, Sam pede ajuda a Ernie para descriptografar um programa de computador ultrassecreto que pode levar a consequências graves.                                                                                                 |           |                        |                 |                                             |                         |                            |
| 53 | 9         | "Spill the Tea"        | LeVar Burton    | Ron McGee & Megan Bacharach                 | 29 de abril de 2024     | 5.07                       |
| Quando o Químico é assassinado no complexo secreto do NCIS ELITE no Havaí, as equipes de Jane e ELITE colaboram e descobrem que uma ameaça mortal está em jogo. |           |                        |                 |                                             |                         |                            |
| 54 | 10        | "Divided We Conquer"   | Christine Moore | Yalun Tu & Megan Bacharach                  | 6 de maio de 2024       | 5.41                       |
| No episódio final da série, após a emboscada que deixou a maioria da equipe ELITE morta, Jane e a equipe devem rastrear um grupo terrorista filipino e seus alvos. |           |                        |                 |                                             |                         |                            |